# Ononis azcaratei
Ononis azcaratei är en ärtväxtart som beskrevs av Juan Antonio Devesa. Ononis azcaratei ingår i släktet puktörnen, och familjen ärtväxter. Inga underarter finns listade i Catalogue of Life.